# Allium mannii
Allium mannii là một loài thực vật có hoa trong họ Amaryllidaceae. Loài này được Traub & T.M.Howard mô tả khoa học đầu tiên năm 1968.